# Кареево (Московская область)
Кареево — деревня в Газопроводском сельском поселении Луховицкого района Московской области. Ранее относилась к Нижнемасловскому сельскому округу (центр — село Нижнее Маслово).
Деревня расположена на левом берегу реки Алешни (ниже по течению Ройка), впадающей в реку Мечу, напротив деревни Барсуки.

## Транспорт
- На расстоянии менее 2 км от деревни проходит федеральная автомагистраль М5 «Урал», представленная здесь Новорязанским шоссе.
- Через Кареево проходит автобусный маршрут № 36 «Станция Луховицы — Орешково» Луховицкого автотранспортного предприятия.

## Расположение
- Расстояние от административного центра поселения — посёлка Газопроводск
  - 7 км на юго-восток от центра посёлка
  - 9 км по дороге от границы посёлка
- Расстояние от административного центра района — города Луховицы
  - 25 км на юго-восток от центра города
  - 24 км по дороге от границы города (по Новорязанскому шоссе и далее налево возле Калянинского)